# Convair
Convair (en förkortning av Consolidated Vultee Aircraft Corporation) var en amerikansk flygplanstillverkare som även tillverkade robotvapen och rymdraketer. Företaget bildades 1943 genom en sammanslagning av Consolidated Aircraft och Vultee Aircraft och avvecklades 1994 av dåvarande ägaren General Dynamics.

## Historia
AVCO blev 1943 ägare till det då relativt nystartade företaget Airplane Development Corporation genom Errett Lobban Cord. Genom Air Mail Act som antogs samma år blev det olagligt för bolag att äga både flygbolag och flygplanstillverkare och flygplanstillverkningen inklusive Stinson Aircraft Company knoppades därför av i ett eget företag kallat Vultee Aircraft efter Airplane Development Corporations ursprunglige grundare Gerard Freebairn Vultee som också blev vice styrelseordförande och chefsingenjör. År 1941 sålde Reuben H. Fleet sitt innehav i Consolidated Aircraft till AVCO som två år senare fusionerade de båda bolagen.
Efter fusionen koncentrerade sig Convair på att fortsätta tillverka Consolidateds flygplan Catalina, Liberator och Dominator samt att utveckla XB-36. Vultee hade haft ett par framgångsrika modeller under 1930-talet, men jaktflygplanen XP-54 och XP-68 som de konstruerade under 1940-talet blev aldrig någon succé.
I mars 1953 köptes Convair upp av General Dynamics som fortsatte att driva Convair som ett oberoende bolag. Det var också under 1950-talet som Convair hade sin storhetstid med stridsflygplan som F-102 Delta Dagger, F-106 Delta Dart och B-58 Hustler. Trafikflygplanen Convair 880 och Convair 990 fick inte lika stor framgång och Convair fann det mer lönsamt att vara underleverantör av delar till trafikflygplanen från Boeing, Lockheed och McDonnell Douglas. Som många andra flygplanstillverkade använde Convair sin erfarenhet av snabba jetflygplan till att tillverka raketer, både robotvapen som RIM-2 Terrier och rymdraketerna i Atlas-familjen.
Efter att Henry Crown dog 1990 började General Dynamics nye VD William Anders att sälja ut de delar av företaget som visade minst lönsamhet. Convairs fabrik i Fort Worth såldes till Lockheed 1993, rakettillverkningen såldes till Martin Marietta 1994 och resten av Convair såldes till McDonnell Douglas samma år.

## Flygplan
- XP-81 (1945) – Jaktflygplan med både jet- och turbopropmotorer.
- B-36 Peacemaker (1946) – Bombflygplan med interkontinental räckvidd.
- Stinson 108 (1946) – Enmotorigt sportlygplan.
- CV-240 (1947) – Tvåmotorigt passagerarflygplan.
- XB-46 (1947) – Jetdrivet bombflygplan.
- XC-99 (1947) – Världens största landbaserade kolvmotordrivna flygplan.
- XF-92 (1948) – Provflygplan med deltavinge.
- Tradewind (1950) – Militär flygbåt.
- CV-340 (1951) – Tvåmotorigt passagerarflygplan.
- YB-60 (1952) – Jetdriven variant av B-36.
- F-102 Delta Dagger (1953) – Deltavingat jaktflygplan.
- Sea Dart (1953) – Världens snabbaste sjöflygplan.
- Pogo (1954) – Ett VTOL-provflygplan.
- CV-440 Metropolitan (1955) – Tvåmotorigt passagerarflygplan.
- B-58 Hustler (1956) – Bombflygplan med överljudsprestanda.
- F-106 Delta Dart (1956) – Världens snabbaste enmotoriga jetflygplan.
- Convair 880 (1958) – Jetdrivet passagerarflygplan.
- Convair 990 (1961) – Jetdrivet passagerarflygplan.
- Convair 660 (1967) – Jetdrivet passagerarflygplan.

## Raketer
- RTV-A-2 Hiroc (1946) – USA:s första ballistiska robot.
- SAM-N-2 Lark  (1946) – USA:s första marina luftvärnsrobot.
- SM-65 Atlas (1957) – USA:s första ICBM.
- Atlas (1959) – En familj rymdraketer.
- FIM-43 Redeye (1960) – Bärbar luftvärnsrobot.
- RIM-2 Terrier (1951) – Marin luftvärnsrobot.
- RIM-24 Tartar (1962) – Marin luftvärnsrobot.